# Hysteria (Def Leppard-album)
Hysteria er fjerde studieablum af det britiske rockband Def Leppard. Det udkom 3. august 1987 på henholdsvis Phonogram i Europa og Mercury Records i USA og Japan.

## Spor

### Side A
1. "Women" (5:42)
2. "Rocket" (6:37)
3. "Animal" (4:04)
4. "Love Bites" (5:46)
5. "Pour Some Sugar on Me" (4:27)
6. "Armageddon It" (5:25)

### Side B
1. "Gods of War" (6:37)
2. "Don't Shoot Shotgun" (4:26)
3. "Run Riot" (4:39)
4. "Hysteria" (5:54)
5. "Excitable" (4:19)
6. "Love and Affection" (4:37)